# Jeroen De Beule
Jeroen De Beule, né le 2 mars 1991 à Waesmunster, est un handballeur belge. Il évolue au poste d'arrière gauche à l'Achilles Bocholt. Il porte le numéro 44.

## Carrière
Débutant dans le club du HK Waasmunster, club de sa ville natale, De Beule part en 2009 pour le Handbal Tongeren, un des meilleurs club de Belgique. Le Flandrien va rester 8 ans au sein du club éburon remportant 3 fois le titre de Champion de Belgique ainsi que deux Coupes de Belgique. En 2017, il part tenter l'aventure professionnelle au Sélestat Alsace Handball évoluant en Pro D2. Après un cours passage à Hasselt et à Geleen, Jeroen joue depuis 2021 avec l'Achilles Bocholt.

## Palmarès

### Club
Compétitions nationales
- Champion de Belgique (3) :
  - Handbal Tongeren: 2009-2010, 2011-2012, 2014-2015
- Coupe de Belgique (3) :
  - Handbal Tongeren:2010-2011, 2015-2016
  - Achilles Bocholt: 2021-2022